# ألان بارسونس
ألان بارسونس (Alan Parsons) هو منتج وموسيقي بريطاني وعضو مؤسس في ألان بارسوس بروجاكت، ولد في 20 ديسمبر 1948 في لندن، تعلم في طفولته العزف على آلة البيانو والقيثارة والفلوت. اهتم أكثر فيما بعد للعمل خلف الكواليس، تعلم ألان بارسونس حرفته في استديوهات آبي روود وأصبح مساعد مهندس الصوت عند البيتلز، كما عمل مهندس صوت أيضا لفرقة بينك فلويد عام 1970 وفي السنوات التالية تعرف ألان بارسونس لدى عمله في أستديو آبي رواد على المحامي والمنتج إيريك وولفسن. لم يكن مجرد شريك جيد بل الرأس المبدع لكثير من الأفكار حول الأغاني، كان النجاح الفعلي لهم في أواخر عام 1979 في ألمانيا مع معزوفتهم المشهورة لوسيفر. بارسوسن كان أيضا منتج المقطع الموسيقي ومهندس صوت في فيلم يوم الصقور للمخرج الأمريكي ريشارد دونر الذي أنتج عام 1985.

## فهرس التسجيلات
- (1993) Try Anything Once
- (1994) Alan Parsons Live
- (1996) On Air
- (1999) The Time Machine
- (2004) A Valid Path

## وصلات خارجية
- ألان بارسونس على موقع IMDb (الإنجليزية)
- ألان بارسونس على موقع ميوزك برينز (الإنجليزية)
- ألان بارسونس على موقع إن إن دي بي (الإنجليزية)
- ألان بارسونس على موقع أول ميوزيك (الإنجليزية)
- ألان بارسونس على موقع ديسكوغز (الإنجليزية)
- ألان بارسونس على موقع قاعدة بيانات الفيلم (الإنجليزية)
- الموقع الرسمي